# Daniel Frahn
Daniel Frahn (Potsdam, 1987. június 3. –) német labdarúgó, aki jelenleg a Babelsberg 03 támadója és egyszeres Német U19-es válogatott.

## Pályafutása
Fiatal korában a SSV Turbine Potsdam csapatában kezdett játszani. 2001-ben csatlakozott az Energie Cottbus akadémiájához, majd 2005-ben már a második csapatban szerepelt. A 2005-06-os szezonban mutatkozott be a felnőttek között a Bundesliga 2-ben az Alemannia Aachen ellen a 84. percben csereként.
2006-07-es szezonban elutasította a szerződéshosszabbítást, és csatlakozott a Hertha BSC második csapatához. Itt 31 bajnokin 4 gólt szerzett, majd továbbállt a SV Babelsberg 03 együtteséhez. Első szezonjában 5 gólt szerzett, a másodikban 11-et, a harmadikban pedig 29 gólt jegyzett, amivel a bajnokság gólkirálya is lett.
A 2010-11-es szezon előtt 2013. június 30-ig írt alá az RB Leipzig együtteséhez. Első szezonjában rögtön 16 bajnoki találattal jelezte, hogy lehet rá számítani. A következő szezonban 26 bajnoki találatával ismét a bajnokság gólkirálya lett. A kupában a VfL Wolfsburg ellen 3-2-re megnyert hazai találkozón mesterhármast jegyzett. Az RB Leipzig meghatározó játékosává vált és az első számú gólfelelősévé.
A 2012-13-as szezon során az Optik Rathenow ellen mesterhármast szerzett. A Torgelower SV és az Union Berlin II ellen duplázott. A szezon során sikerült ismét gólkirályi címet szereznie és csapatával feljutni a harmadosztályba.
A 2013-14-es szezon első bajnoki mérkőzésén a Hallescher FC ellen 1-0-ra megnyert mérkőzésen az egyetlen gólt szerezte, ami csapata első gólja volt a harmadosztályba.
2015. június 10-én bejelentették, hogy 2 évre aláírt az 1. FC Heidenheim csapatához. 2016. január 5-én aláírt a Chemnitzer csapatához. 2019. augusztus 5-én felbontották a szerződését. 2020. január 31-én visszatért korábbi klubjához a Babelsberghez.
2006. április 24-én bemutatkozott a Német U19-es válogatottban a Lengyel U19-es válogatott elleni barátságos mérkőzésen. A 6. gólját a VfB Stuttgart II csapata ellen 10 másodperc alatt szerzett gólt, miután csapata egy nem minden napi akciót dolgozott ki. A mérkőzést 3-1-re nyerték meg.

## Sikerei, díjai

### Klub
- SV Babelsberg 03:
  - Regionalliga Nord bajnok: 2009-10
- RB Leipzig:
  - Regionalliga Nordost bajnok: 2012-13
- Chemnitzer FC:
  - Regionalliga Nordost bajnok: 2018-19

### Egyéni
- Regionalliga Nord gólkirálya: 2009-10, 2011-12
- Regionalliga Nordost gólkirálya: 2012-13, 2018-19

## Statisztika
| Klub             | Szezon   | Bajnokság | Bajnokság | Kupa  | Kupa | Nemzetközi | Nemzetközi | Összesen | Összesen |
| Klub             | Szezon   | Mérk.     | Gól       | Mérk. | Gól  | Mérk.      | Gól        | Mérk.    | Gól      |
| ---------------- | -------- | --------- | --------- | ----- | ---- | ---------- | ---------- | -------- | -------- |
| Energie Cottbus  | 2005-06  | 1         | 0         | 0     | 0    | -          | -          | 1        | 0        |
| Hertha BSC II    | 2006-07  | 31        | 4         | 0     | 0    | -          | -          | 31       | 4        |
| Babelsberg 03    | 2007-08  | 28        | 5         | 0     | 0    | -          | -          | 28       | 5        |
| Babelsberg 03    | 2008-09  | 27        | 11        | 1     | 0    | -          | -          | 28       | 11       |
| Babelsberg 03    | 2009-10  | 32        | 29        | 1     | 0    | -          | -          | 33       | 29       |
| RB Leipzig       | 2010-11  | 31        | 16        | 0     | 0    | -          | -          | 31       | 16       |
| RB Leipzig       | 2011-12  | 34        | 26        | 2     | 3    | -          | -          | 36       | 29       |
| RB Leipzig       | 2012-13  | 27        | 20        | 0     | 0    | -          | -          | 27       | 20       |
| RB Leipzig       | 2013-14  | 34        | 19        | 1     | 0    | -          | -          | 35       | 19       |
| RB Leipzig       | 2014-15  | 23        | 4         | 2     | 0    | -          | -          | 25       | 4        |
| 1. FC Heidenheim | 2015-16  | 10        | 1         | 1     | 0    | -          | -          | 11       | 1        |
| Chemnitzer FC    | 2015-16  | 15        | 8         | 0     | 0    | -          | -          | 15       | 8        |
| Chemnitzer FC    | 2016-17  | 35        | 9         | 0     | 0    | -          | -          | 35       | 9        |
| Chemnitzer FC    | 2017-18  | 32        | 13        | 1     | 0    | -          | -          | 33       | 13       |
| Chemnitzer FC    | 2018-19  | 32        | 24        | 0     | 0    | -          | -          | 15       | 8        |
| Chemnitzer FC    | 2019-20  | 1         | 0         | 0     | 0    | -          | -          | 1        | 0        |
| Összesen         | Összesen | 393       | 190       | 9     | 3    | 0          | 0          | 402      | 193      |